# Праздники и памятные дни ЦАР

Праздники и памятные дни Центральноафриканской Республики — перечень официальных праздничных дней в Центральноафриканской Республике.
В списке приводятся данные по названию праздника, даты проведения
| Дата            | Праздник              |
| --------------- | --------------------- |
| 1 января        | Новый год в ЦАР       |
| 29 марта        | День Боганда          |
| Март или апрель | Светлый понедельник   |
| 1 мая           | День труда            |
| Май или июнь    | Вознесение Господне   |
| Май или июнь    | Духов день            |
| 30 июня         | День Общей Молитвы    |
| 13 августа      | День независимости    |
| 15 августа      | Вознесение Девы Марии |
| 1 ноября        | День Всех Святых      |
| 1 декабря       | День Республики       |
| 25 декабря      | Рождество             |